# 황화 칼슘
황화 칼슘(화학식: CaS, 영어: Calcium sulfide)은 암염같이 정육면체 모양으로 결정이 생기는 하얀색 물질이다.

## 생성
- CaSO4 + 2 C → CaS + 2 CO2
- 3 CaSO4 + CaS → 4 CaO + 4 SO2

## 반응과 이용의 예
- CaS + H2O → Ca(SH)(OH)
- Ca(SH)(OH) + H2O → Ca(OH)2 + H2S
- CaS + 2 HCl → CaCl2 + H2S